# 肝付兼続
肝付 兼続（きもつき かねつぐ）は、大隅の戦国大名。肝付氏の第16代当主。

## 生涯
永正8年（1511年）、15代当主・肝付兼興の長男として生まれる。
天文2年（1533年）、父・兼興が死去すると、叔父の兼親（兼執）を滅ぼして家督を継いで16代当主となる。
兼続は隣国の島津氏との関係を重視し、島津忠良の長女・御南を妻として迎える一方で、妹を忠良の子・島津貴久に嫁がせて良好な関係を保とうとした。一方で大隅の平定に着手し、天文7年（1538年）には高岳城を落としたのを契機に、大隅をほぼ平定した。天文11年（1542年）に百引城や平房城、天文13年（1544年）に安楽城、天文15年（1546年）に逢原城など諸城を落とし、大隅における肝付氏の勢力拡大に努めた。天文22年（1553年）、嫡男・良兼に家督を譲って隠居し出家したが、実権は握り続けた。
永禄元年（1558年）、それまで親密な関係を保っていた島津氏との関係が崩れて、兼続は日向の伊東氏と結んで島津忠親と戦った。永禄4年（1561年）には廻城を奪取して島津貴久と本格的に敵対し、竹原山の戦いで貴久の弟・忠将を討ち取って大勝した。このとき、兼続は御南に離縁を迫ったが、御南は応じなかったといわれる。
永禄5年（1562年）には志布志城を落とし、肝付氏の最大領土を形成した。そしてここに隠居所を築き、隠居生活を送りながら政務を見たといわれる。永禄7年（1564年）には日向福原で島津忠親と戦って勝利し、永禄9年（1566年）には島津方の北郷時久と戦って勝利し、福島まで進撃する。
しかし11月14日、島津貴久の反攻を受けて居城である高山城が落とされる。兼続の行方ははっきりしないが、一説には隠居城の志布志付近で翌11月15日に自殺したとされる。享年56。
墓所は志布志の下小西児童公園内。

## 自殺に関しての異説
兼続の自殺説は後代に書かれた地元郷土史などで見られる話であり、肝付氏側の史料には「兼続が自殺した」と明言した物はなく、自殺を否定する説も有力である。実際、居城を落とされたとしても当時の肝付氏の勢力は島津氏に劣らないものであり、それが原因で自殺するとは考えにくい。島津氏の史料にも自殺したとの記述は見られない。

## 系譜[2]
- 父：肝付兼興
- 母：島津久盈の娘 - 島津忠朝の実弟の娘で、その養女となり嫁ぐ
- 正室：御南（1511～1581） - 島津忠良の長女
  - 長女：彌姫 - 禰寝重長の妻
  - 長男：良兼（1535～1571） - 17代当主
  - 次男：兼長 - 12歳で早逝。法名：寒岳栄泉
  - 次女：肝付刑部少輔(入道江月)の妻
  - 三女：頴娃兼有の妻

- 側室：肝付九郎将監兼好の娘
  - 末子：兼護（1561～1600） - 19代当主。のち兼道。はじめ、麦生田忠能の養嗣子となっていた

- 生母不明
  - 三男：兼定（～1574） - 兼勝・兼吉とも。伊集院竹友の養子になる。天正元年1月6日、国合原(曽於市末吉町)にて竹友と共に討死
  - 四男：兼樹 - 弟・兼亮と共に追放され伊東家へ行く
  - 五男：兼亮（1558～1634） - 18代当主。のちに追放される
  - 六男：玄宅 - 玄澤とも。志布志大慈寺僧